# اولاف هوکروت
اولاف هوکروت (انگلیسی: Olaf Heukrodt؛ زادهٔ ۲۳ ژانویهٔ ۱۹۶۲) قایقران کانو اهل آلمان بود.